# كيني باين
كيني باين (بالإنجليزية: Kenny Payne)‏ مواليد 25 نوفمبر 1966 في مسيسيبي، هو مدرب كرة سلة أمريكي ولاعب سابق. بدأ مسيرته الاحترافية في سنة 1989. تم اختياره من قبل فريق فيلادلفيا سفنتي سيكسرز خلال الدرافت. يبلغ طوله 6 قدم 8 بوصة (2.0 م). لعب كرة السلة الجامعية في جامعة لويفيل. اعتزل اللعب في 2000.

## روابط خارجية
- كيني باين على موقع إن بي أي (الإنجليزية)
- كيني باين على موقع سبورتس رفرنس (الإنجليزية)
- كيني باين على موقع كرة السلة الأوروبية.كوم (الإنجليزية)
- كيني باين على موقع كلية كرة السلة في سبورتس رفرنس.كوم (الإنجليزية)
- كيني باين على موقع ريلجم (الإنجليزية)
- كيني باين على موقع بروبوليرز (الإنجليزية)
- كيني باين على موقع سبورتس رفرنس (الإنجليزية)